# Matías Nocedal
Matías Nocedal Pagano (Ituzaingó, Argentina, 30 de mayo de 1990) es un exjugador de baloncesto argentino. Mide 1,94 metros de altura y jugaba en la posición de escolta en el Echagüe de Paraná de la Liga Nacional de Básquet de Argentina.

## Trayectoria
Se formó en el Club Argentino de Castelar de Argentina. En 2005, con 15 años fue fichado por el TAU Cerámica de España y allí jugó 8 años en la Liga ACB. Posteriormente jugó en el Caja Laboral de la misma categoría. También jugó en equipos de la LEB Oro, en calidad de cedido.
En 2010 llegó a la LEGA Due para jugar en el Fileni Jesi. En 2012 regresó a Argentina, a la Liga Nacional fichando para Boca Juniors. A inicios de 2015 jugó en Liga Sorocabana de Brasil.

## Selección nacional
Ha sido internacional con la Selección de baloncesto de Argentina en categorías inferiores. En el Campeonato Sudamericano de baloncesto cadete de 2006 celebrado en Montevideo (Uruguay), ganó la medalla de plata.

## Clubes
Divisiones formativas
- Gimnasia Esgrima Ituzaingó
- Club Argentino de Castelar
- Club Deportivo San Andrés
- Club Argentino de Castelar

Carrera profesional
- Bruesa GBC (LEB Oro: 2007-2008)
- AB Mérida (LEB Bronce: 2007-2008)
- TAU Cerámica (ACB: 2008-2009)
- Club Bàsquet Vic (LEB Oro: 2008-2009)
- Club Ourense Baloncesto (LEB Oro: 2009-2010)
- Fileni Jesi (LEGA Due: 2010-2011)
- Caja Laboral (ACB: 2011-2012)
- Boca Juniors (LNB: 2012-2013)
- Weber Bahía Basket (LNB: 2013-2014)
- Liga Sorocabana (NBB: 2014-2015)
- Estudiantes Concordia (LNB: 2015-2016)
- Echagüe de Paraná (LNB: 2016-2017)

## Palmarés
- Selecciòn Argentina Cadetes - Medalla de Plata Campeonato Sudamericano 2006 (Piriàpolis - Uruguay).
- Campeón de la Supercopa ACB 2008.
- Campeón de Copa del Rey 2009.